# Domèvre-sur-Durbion
Domèvre-sur-Durbion é uma comuna francesa na região administrativa de Grande Leste, no departamento de Vosges. Estende-se por uma área de 12,51 km². Em 2010 a comuna tinha 285 habitantes (densidade: 22,8 hab./km²).